# Prinia superciliaris
La prinia montana (Prinia superciliaris) es una especie de ave paseriforme de la familia Cisticolidae propia del sureste asiático. Anteriormente se consideraba conespecífica de la prinia gorginegra.

## Distribución
Se encuentra distribuida por los montes desde el noreste de la India y el este de Birmania hasta el sur de China, Indochina, la península malaya y el oeste de Sumatra.